# Dongbu-dong, Yeongcheon
Dongbu-dong (koreanska: 동부동) är en stadsdel i staden Yeongcheon i provinsen Norra Gyeongsang i den östra delen av Sydkorea, 250 km sydost om huvudstaden Seoul.